# Frazelia Campbell

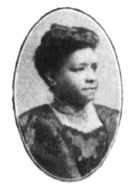
Frazelia Campbell

Frazelia Campbell (* 18. März 1849 in Charleston, South Carolina; † 5. Oktober 1930 in Philadelphia, Pennsylvania) war eine afroamerikanische Althistorikerin und Lehrerin. Sie war eine der in der Ausstellung  „Black Classicists“ vorgestellten Frauen.

## Leben
Frazelia Campbell wurde am 18. März 1849 als Tochter von Frederick und Julia Swartz Campbell in Charleston, South Carolina geboren. Sie studierte am Philadelphia’s Institute for Colored Youth und machte 1867 ihren Abschluss. Sie wurde wahrscheinlich u. a. von Fanny Jackson Coppin unterrichtet, die ab 1865 Latein, Altgriechisch und Mathematik am College lehrte und von 1869 bis 1902 Leiterin des Instituts war. 1865 hielt Campbell eine Rede am Anfang des Schuljahres über The Worth of Books („Der Wert von Büchern“) und 1866 über Sic Itur ad Astra („So steigt man zu den Sternen auf“). Zwei Jahre später präsentierte sie eine Abhandlung über Virgil and Grey.

### Beruflicher Werdegang
Campbell arbeitete nach ihrem Abschluss am Institut als Lehrerin für Latein, Deutsch und Spanisch. Ab 1876 war sie Leiterin des Gymnasiums für Frauen, das ein Teil des Instituts war. 1902 wechselte sie an die Allen University in Columbia, da das Institut seine akademische Arbeit einstellte. Allen war eine neue Universität, die für die Ausbildung von Afroamerikanern gegründet worden war. In ihrem Artikel über Tacitus diskutierte sie die Rolle der Frau in der spätantiken germanischen Gesellschaft.
Während ihrer Zeit an der Allen University veröffentlichte Campbell Artikel zu vielen Themen, darunter Klassik und Bildung, in der African Methodist Episcopal Church Review. Campbell lehrte bis mindestens 1912 an der Allen University. Zu einem nicht bekannten Zeitpunkt kehrte sie nach Philadelphia zurück.

### Tod und Vermächtnis
Campbell starb am 5. Oktober 1930 zu Hause im Alter von 81 Jahren und wurde in einem Familiengrab auf dem Eden Cemetery begraben. Dies ist ein Friedhof, der 1902 von Schwarzen für Schwarze im Delaware County eingerichtet wurde.
Campbell gilt als wichtige Figur in der Entwicklung der Schwarzen Klassischen Altertumswissenschaft und auch als eine bedeutende Frau im Bereich der Philologie. Ihr wichtigstes Erbe ist jedoch die Ermutigung afroamerikanischer Studenten, Fremdsprachen zu lernen. Sie ist neben Helen Maria Chesnutt eine von nur zwei Frauen, die in der Ausstellung Black Classicists | A Mural Mosaic vertreten sind. Diese Ausstellung am Center for Hellenic Studies der Harvard University präsentiert Porträts afroamerikanischer klassischer Gelehrter.

## Schriften (Auswahl)
- Die Beiden Piccolomini. In: African Methodist Episcopal Church Review, 1 (Jan., 1885), S. 200–204.
- Tacitus’ German Women. In: African Methodist Episcopal Church Review, 2 (Oct., 1885), S. 167–173.
- Milton’s Satan. In: African Methodist Episcopal Church Review, 7 (Oct., 1885), S. 196–198.
- The Sixteenth Century in the Education of Modern Thought. In: African Methodist Episcopal Church Review, 19 (July, 1903), S. 31–40.